# Leipikvattnet
Leipikvattnet är en sjö i Strömsunds kommun i Jämtland och ingår i Ångermanälvens huvudavrinningsområde. Sjön är 24,8 meter djup, har en yta på 5,06 kvadratkilometer och är belägen 469 meter över havet. Sjön avvattnas av vattendraget Faxälven. Vid provfiske har röding och öring fångats i sjön.

## Delavrinningsområde
Leipikvattnet ingår i det delavrinningsområde (720352-142297) som SMHI kallar för Utloppet av Leipikvattnet. Medelhöjden är 527 meter över havet och ytan är 16,2 kvadratkilometer. Räknas de 35 avrinningsområdena uppströms in blir den ackumulerade arean 334,38 kvadratkilometer. Faxälven som avvattnar avrinningsområdet har biflödesordning 2, vilket innebär att vattnet flödar genom totalt 2 vattendrag innan det når havet efter 365 kilometer. Avrinningsområdet består mestadels av skog (61 procent). Avrinningsområdet har 5,08 kvadratkilometer vattenytor vilket ger det en sjöprocent på 31,3 procent.